# HD 129445 b
HD 129445 b (بالإنجليزية: HD 129445 b)‏ الذي يرمز له بالرمز HD 129445b، هو كوكب خارج المجموعة الشمسية، في كوكبة البيكار، يتبع HD 129445 ‏.

## الاكتشاف
اكتشف في 26 يناير 2010.